# David Seymour
David Robert Szymin, conocido como David Seymour (Varsovia, 20 de noviembre de 1911-Qantara, 10 de noviembre de 1956), también conocido por el seudónimo Chim fue un fotógrafo y miembro fundador de la Agencia Magnum de fotografía.

## Biografía
Creció en Polonia y Rusia, y comenzó en 1929 sus estudios en arte y fotografía en Leipzig. En 1931 viajó a París, donde terminó sus estudios en 1933. 
En París conoció a Robert Capa, Gerda Taro y Henri Cartier-Bresson. De ideas antifascistas, viajó en 1936 a España y fotografió la Guerra Civil.
En 1939 regresó a París y de allí viajó a México. Luego se estableció en Nueva York y trabajó para el ejército de los Estados Unidos en la Segunda Guerra Mundial como fotógrafo e intérprete hasta 1945. En 1942 se nacionalizó estadounidense. Terminada la guerra, documentó para la Unesco los efectos de la guerra en los niños en diferentes países (Checoslovaquia, Polonia, Alemania, Grecia e Italia). En 1949 publicó el libro Children of Europe.
En 1947, junto con Capa, Henri Cartier-Bresson y George Rodger, fundó la Agencia Magnum de fotografía. Tras la muerte de Robert Capa en 1954, fue presidente de Magnum.
El 10 de noviembre de 1956, durante la crisis de Suez, fue ametrallado, mientras conducía, junto al fotógrafo francés Jean Roy, por soldados egipcios en el cruce fronterizo, donde quería hacer un reportaje sobre un intercambio de presos en el Canal de Suez.